# 小出恵介
小出 恵介（こいで けいすけ、1984年2月20日 - ）は、日本の俳優、YouTuber。東京都港区出身。

## 略歴
- 芸能界入りのきっかけは、オーディション情報誌『月刊De-View』の誌上オーディションに応募して写真が掲載された事で、アミューズから声が掛かり所属が決まった。
- 2005年、映画『パッチギ!』に出演し、話題を集めた。
- 2006年、『のだめカンタービレ』では、主人公のひとりである千秋真一に恋する男子音大生・奥山真澄を演じた。
- 2008年7月10日、TBS系列の連続ドラマ『ROOKIES』収録中、急性虫垂炎のため都内の病院に緊急入院して手術を受けた[3]。
- 2009年9月出版の写真集『小出恵介 by 藤原江理奈 Days in India』では、自身初めてのフルヌードを披露した。
- 2009年11月公開の『風が強く吹いている』で映画初主演を務めた。
- 2010年7月7日主演映画の主題歌『シュアリー・サムデイ』で『巧 (小出恵介) withシュアリー・スターズ』としてCDデビュー。
- 2014年の『吉原裏同心』で時代劇初主演。
- 2017年6月以降は後述の不祥事により芸能活動を休止し、2018年、アミューズとの契約も終了した[4]。
- 2018年には、自身が代表を務めていた節税会社を3月に解散したことが報じられた[5]。同年6月、コメントを出した[6]。
- 2018年10月に就労ビザを取得してアメリカ合衆国・ニューヨークで生活を始め[7]、語学学校で基礎から英会話を学び、2019年1月より演劇学校に通った[8]。
- 2020年よりリズメディアに所属し、芸能活動復帰[9]。
- 2020年2月、同年9月にニューヨークのオフ・ブロードウェイで上演される『えんとつ町のプペル』のミュージカルの主演で芸能活動を再開する予定であることが報じられたが[7][8]、新型コロナウイルス感染症流行の影響で延期[9]。
- 2020年8月、上記公演の延期を受け、日本での芸能活動再開を発表[9]。日米を往復しつつ活動予定。
- 2021年7月15日スタートの『酒癖50（フィフティ）』（ABEMA）で、4年ぶりにドラマ復帰[10]。
- 2023年2月7日、同年1月にニューヨークで一般女性と結婚したことを報告した[11][12]。

## 人物
- 愛称は「恵ちゃん、こいちゃん」。
- 弟がいる。
- 慶應義塾高等学校を経て[13]、慶應義塾大学文学部人文社会学科美学美術史学専攻を卒業。
- 特技はバスケットボール、英語。
- 趣味はビリヤード、料理、読書、映画鑑賞、プロ野球観戦、川柳、ギター、麻雀、ジャズダンス。

## 不祥事
- 2017年6月8日、写真週刊誌『FRIDAY』は、俳優の小出恵介が17歳の女子高校生と飲酒して、その後、肉体的関係をもったことを報じた。この報道について、小出恵介がその記事の内容を認めた事から、所属事務所・アミューズは、事務所に所属する小出恵介の無期限活動休止の処分を発表した[14][15]。報道後、各メディアは小出恵介の出演作品の対応に追われた（後述）。相手の女性側とは、同年6月10日に示談が成立した事を発表している[16]。9月13日、小出恵介は大阪府青少年保護育成条例違反の疑いにより書類送検された[17]。6月25日、両国国技館で開催されたアミューズ株主総会で、出席した株主に対し、社長の畠中達郎と役員一同が本件について謝罪した[18]。12月20日、大阪地検は「諸事情を考慮した」として、小出恵介を不起訴処分とした[19][20]。なお、小出恵介は2020年8月よりリズメディアに所属して芸能活動を再開させているが、アミューズ会長の大里洋吉会長から理解を得た上での再開となっている[9]。

### 出演作品の対応
- 『神様からひと言〜なにわ お客様相談室物語〜』（NHK土曜ドラマ） - 放送中止
小出が主演を務めた連続ドラマ。第1話の放送を2日前に控えての放送中止となり、その後も映像作品として発売することもなく、事実上のお蔵入りとなった。代替措置として、BSプレミアムで放送されていた『幕末グルメ ブシメシ!』を再編集して放送した。NHKではこのほか、同年8月に予定していた『スリル!〜赤の章・黒の章〜』（2017年2〜3月放送）のDVDの発売の中止が発表され[21]、さらに『梅ちゃん先生』など、過去の出演作のオンデマンド配信も停止された[22]。本件についてNHKとアミューズの間で損害賠償が協議されてきたが、同年10月23日に合意に至ったとNHKが発表[23]。

- 『愛してたって、秘密はある。』（日本テレビ系、2017年7月期日曜ドラマ） - 降板
小出が出演予定であった連続ドラマ。賀来賢人が代役となった[24]。

- 『夢の鍵』（BS-TBS） - 降板
小出がナレーションで出演していた番組。小出の後任は起用されず、交代でナレーション担当していた賀来賢人が専任ナレーターとなっている。

- 『マウントレーニア』CM（森永乳業） - 契約解消[25]

- 『Jimmy〜アホみたいなホンマの話〜』（ネットフリックス） - 降板、配信延期
明石家さんまがプロデュースするドラマで、2017年4月に島ぜんぶでおーきな祭　第9回沖縄国際映画祭で特別上映され[26]、7月7日より配信予定であった。7月6日に小出が演じていたさんま役のみを別のキャストを起用して再撮影する事が発表され[27]、11月24日に玉山鉄二が代役となる事が発表された[28]。2018年7月20日より配信される[29]。さんまは小出から電話で謝罪された事を明かしている[30]。

- 『家に帰ると妻が必ず死んだふりをしています。』 - 降板、公開延期
2016年に撮影され、2018年春に公開予定であった映画。大谷亮平が代役となり、2017年冬に全体の4分の1にあたる部分を再撮影。公開は2018年6月に延期になった[31][32]。

## 出演
役名の太字は主演作品。

### テレビドラマ
- 乱歩R 第4話（2004年2月2日、よみうりテレビ・日本テレビ系）
- 女と愛とミステリー パートタイム探偵2（2004年2月25日、テレビ東京）
- めだか 第3話・第5話（2004年10月19日・11月2日、フジテレビ） - バスケット部員 役
- 温泉へ行こう5 第26話 - 第28話（2005年1月10日 - 12日、TBS）
- ごくせん 第2シリーズ（2005年1月15日 - 3月19日、日本テレビ） - 日向浩介 役
- 金曜エンタテイメント 音の犯罪捜査官・響奈津子7（2005年4月15日、フジテレビ） - 門倉俊介 役
- WATER BOYS 2005夏（2005年8月19日・20日、フジテレビ） - 上原賢作 役
- 白線流し〜夢見る頃を過ぎても〜（2005年10月7日、フジテレビ） - 千住豊 役
- 白夜行 第3話 - 第7話・最終話（2006年1月26日 - 2月23日・3月23日、TBS） - 園村友彦 役
- おいしいプロポーズ（2006年4月23日 - 6月25日、TBS） - 葛城春樹 役
- 奇跡の動物園〜旭山動物園物語〜（2006年5月13日、フジテレビ） - 中川新一 役
- 一生忘れない物語 「そこにいた風」（2006年9月30日、テレビ朝日）
- のだめカンタービレ（2006年10月16日 - 12月25日、フジテレビ） - 奥山真澄 役
- 奇跡の動物園2007〜旭山動物園物語〜（2007年5月11日、フジテレビ） - 中川新一 役
- 牛に願いを Love&Farm（2007年7月3日 - 9月11日、関西テレビ・フジテレビ系） - 真野統平 役
- のだめカンタービレ in ヨーロッパ（2008年1月4日・5日、フジテレビ） - 奥山真澄 役
- あんみつ姫（2008年1月6日、フジテレビ） - 煎兵衛 役
- 佐々木夫妻の仁義なき戦い（2008年1月 - 3月、TBS） - 桜庭元 役
- ZERO（2008年1月、MTV JAPAN） - 田中太郎 役
- ROOKIES（2008年4月 - 6月、TBS系） - 御子柴徹 役
- 奇跡の動物園2008〜旭山動物園物語〜（2008年5月16日、フジテレビ） - 中川新一 役
- the波乗りレストラン（2008年11月1日 - 11月9日、日本テレビ） - 三ツ和 役
- MW-ムウ- 第0章 〜悪魔のゲーム〜（2009年6月30日、日本テレビ） - 桜田浩介 役（特別出演）
- JIN-仁-（TBS） - 橘恭太郎 役
  - JIN-仁-（2009年10月11日 - 12月20日）
  - 開局60周年記念ドラマ JIN-仁- 完結編（2011年4月17日 - 6月26日）
- 奇跡の動物園2010〜旭山動物園物語〜（2010年2月12日、フジテレビ） - 中川新一 役
- 愛はみえる〜全盲夫婦に宿った小さな命（2010年9月3日、フジテレビ） - 金田幸太 役
- パーフェクト・リポート（2010年10月 - 12月、フジテレビ） - 赤坂衆 役
- ドラマW 横山秀夫サスペンス「締め出し」（2011年4月3日、WOWOW） - 主演・三田村厚志 役
- この世界の片隅に（2011年8月、日本テレビ） - 北條周作 役
- ストロベリーナイト（2012年1月 - 3月、フジテレビ） - 葉山則之 役
- 連続テレビ小説 梅ちゃん先生（2012年4月 - 9月、NHK） - 下村竹夫 役
- 梅ちゃん先生〜結婚できない男と女スペシャル〜（2012年10月13日・20日、NHK BSプレミアム） - 下村竹夫 役
- ストロベリーナイト アフター・ザ・インビジブルレイン「沈黙怨嗟 / サイレントマーダー」（2013年1月26日、フジテレビ） - 主演・葉山則之 役
- プレミアムドラマ 人生、成り行き 天才落語家・立川談志 ここにあり（2013年8月11日、NHK BSプレミアム） - 主演・立川談志 役（前編）
- クロコーチ（2013年10月 - 12月、TBS） - 澤村英人 役
- 吉原裏同心（2014年6月 - 9月、NHK） - 主演・神守幹次郎 役
  - 正月時代劇 吉原裏同心〜新春吉原の大火〜（2016年1月3日、NHK）[33]
- Nのために（2014年10月 - 12月、TBS） - 西崎真人 役
- 天使のナイフ（2015年2月 - 3月、WOWOW） - 主演・桧山貴志 役[34]
- 新・奇跡の動物園 旭山動物園物語2015〜命のバトン〜（2015年4月10日、フジテレビ） - 中川新一 役
- それでも僕は君が好き（2015年9月28日 - 10月1日、フジテレビ） - 主演・芹澤祐輔 役[35]
- 武道館（2016年2月6日 - 3月26日、フジテレビ・BSスカパー!） - 夏目純 役[36]
- フラジャイル 第9話・最終話（2016年3月9日・16日、フジテレビ） ‐ 松田幸司 役[37]
- レンタル救世主 第4話 - 最終話（2016年10月30日 - 12月11日、日本テレビ） - 城崎千太郎 役[38]
- 俺のセンセイ（2016年12月25日、フジテレビ） - 内村清隆 役
- スリル!〜赤の章・黒の章〜（NHK） - 外河 役
  - スリル!赤の章〜警視庁庶務係ヒトミの事件簿（2017年2月 - 3月、NHK総合）
  - スリル!黒の章〜弁護士・白井真之介の大災難（2017年2月 - 3月、NHK BSプレミアム）

### 映画
- 偶然にも最悪な少年（2003年9月13日、東映）
- パッチギ!（2005年1月22日、シネカノン） - 吉田紀男 役
- リンダ リンダ リンダ（2005年7月18日、ビターズ・エンド） - 阿部友次 役
- 初恋（2006年6月10日、ギャガ） - 岸 役
- ただ、君を愛してる（2006年10月28日、東映） - 関口恭平 役
- きみにしか聞こえない（2007年6月16日、ザナドゥー） - 野崎シンヤ 役
- キサラギ（2007年6月16日、ショウゲート） - スネーク 役
- 恋空（2007年11月3日、東宝） - 福原優 役
- 僕の彼女はサイボーグ（2008年5月31日、ギャガ） - 主演・北村ジロー 役（W主演）
- ROOKIES-卒業-（2009年5月30日、東宝） - 御子柴徹 役
- ごくせん THE MOVIE（2009年7月11日、東宝） - 日向浩介 役
- キラー・ヴァージンロード（2009年9月12日、東宝） - 小峰くん 役
- 風が強く吹いている（2009年10月31日、松竹） - 主演・清瀬灰二 役
- のだめカンタービレ 最終楽章 前編 / 後編（2009年12月19日 / 2010年4月17日、東宝） - 奥山真澄 役
- パレード（2010年2月20日、ショウゲート） - 杉本良介 役
- シュアリー・サムデイ（2010年7月17日、松竹） - 主演・喜志巧 役
- 雷桜（2010年10月22日、東宝） - 瀬田助次郎 役
- スイッチを押すとき（2011年9月17日、フェイス・トゥ・フェイス / リベロ） - 主演・南洋平 役
- ストロベリーナイト（2013年1月26日、東宝） - 葉山則之 役
- ボクたちの交換日記（2013年3月23日、ショウゲート） - 主演・甲本孝志 役（W主演）
- イン・ザ・ヒーロー（2014年9月6日、東映） - 門脇利雄 役
- ジョーカー・ゲーム（2015年1月31日、東宝） - 三好 役[39]
- 十字架（2016年2月6日、アイエス・フィールド） - 主演・真田祐 役[40][41]
- シン・ゴジラ（2016年7月29日、東宝） - 消防隊隊長 役[42][2]
- 愚行録（2017年2月18日、ワーナー・ブラザース＝オフィス北野） - 田向浩樹 役[43]
- ハルチカ（2017年3月4日、KADOKAWA） - 草壁信二郎 役[44]
- 戦神 ゴッド・オブ・ウォー（2017年、中国・香港合作映画、2018年3月10日映画祭上映邦題『ゴッド・オブ・ウォー』、6月6日DVDリリース）
- 女たち（2021年6月1日、シネメディア / チームオクヤマ）
- Bridal, my Song（2022年9月30日、AGentfilms） - 主演・今田秀 役[45]
- 銀平町シネマブルース（2023年2月10日、SPOTTED PRODUCTIONS） - 主演・近藤猛 役[46]
- 魔女の香水（2023年6月16日、アークエンタテインメント） - 原翔 役[47][48]
- 愛のぬくもり（2024年7月6日、ムービー・アクト・プロジェクト） - 主演・辺見たかし  役[49]

### 舞台
- 劇団インベーダーじじい「キセカエ人魚」（2003年5月） - 主演
- 劇団インベーダーじじい「味のないテーブル」（2003年10月） - 主演
- 彩の国シェイクスピア・シリーズ第20弾「から騒ぎ」（2008年10月、蜷川幸雄演出） - 主演
- ナイロン100℃ 35th SESSION「2番目、或いは3番目」（2010年6月 - 7月）
- シダの群れ（2010年9月、岩松了作・演出）
- あゝ、荒野（2011年10月、蜷川幸雄演出）
- 狼たちの午後〜Hungry Like a Wolf〜（2012年3月27日） - スペシャルゲスト
- 騒音歌舞伎「ボクの四谷怪談」（2012年9月 - 10月・シアターコクーン 他、蜷川幸雄演出）
- 祈りと怪物〜ウィルヴィルの三姉妹〜（2012年12月 - 2013年1月・シアターコクーン 他）
- 今ひとたびの修羅（2013年4月5日 - 29日・新国立劇場 中劇場 いのうえひでのり演出）
- 盲導犬（2013年7月6日 - 28日・シアターコクーン 他、蜷川幸雄演出）
- MIWA（2013年10月4日 - 12月8日・東京芸術劇場 他、野田秀樹演出）
- 虹とマーブル（2015年8月22日 - 9月25日・世田谷パブリックシアター 他、倉持裕作・演出） - 主演
- 群盗（2022年2月18日 - 27日・富士見市民文化会館 キラリ☆ふじみ、小栗了演出） - 主演・カール 役[50]
- 劇団時間制作 第二十五回本公演「12人の淋しい親たち」（2022年9月22日 - 10月2日、東京芸術劇場 シアターウエスト、谷碧仁作・演出） - 陪審員3号 役[51]
- 舞台「日本昔ばなし」 貧乏神と福の神〜つるの恩返し〜（2022年11月17日 - 27日、東京芸術劇場 シアターウエスト、モトイキシゲキ作・演出） - 主演・寝太郎 役[52]
- トムラウシ（2023年2月5日・6日、自由劇場、秦建日子演出） - 日替わりゲスト[53]
- チーズtheater 第7回本公演「ある風景」（2023年6月21日 - 25日、座・高円寺1、戸田彬弘作・演出） - 主演・鈴木肇 役[54]
- 朗読劇「あの空を。」（2023年7月28日、I'M A SHOW、樫田正剛作・演出）[55]
- 音楽劇「瀧廉太郎の友人、と知人とその他の諸々」（2024年5月2日 - 4日、北沢タウンホール、藤倉梓演出） - 野口貞夫 役[56]
- 赤いハートと蒼い月（2024年5月17日 - 19日、富士見市民文化会館キラリ☆ふじみメインホール、鈴木健之亮演出） - 松井重雄 役[49]
- アメツチ「ジャック・モーメント」（2024年6月5日 - 9日、六行会ホール、細川博司作・演出） - 主演・ジャック・モーメント 役[57]
- 舞台「のうぜい合戦」（2024年10月30日 - 11月4日、CBGKシブゲキ!! / 11月8日 - 10日、扇町ミュージアムキューブ CUBE01 / 11月12日・13日、穂の国とよはし芸術劇場PLAT アートスペース / 11月21日 - 26日、ラゾーナ川崎プラザソル、なるせゆうせい作・演出） - 主演・猪狩智也 役[58]
- 農業系Rock Musical「いただきます!〜歌舞伎町伝説〜」（2025年2月20日 - 3月2日、新宿FACE / 3月15日・16日、大阪国際交流センター 大ホール、林希演出） - 日下部文男 役[59]
- Nana Produce Vol.22「熱風」（2025年4月4日 - 8日、サンモールスタジオ、寺十吾演出）
- TOKAI RADIO PRODUCE 舞台「十二人の怒れる男」（2025年8月8日 - 11日〈予定〉、千種文化小劇場、刈馬カオス演出） - 陪審員3号 役[60]

### クイズ番組
- ネプリーグ (2007年7月2日、フジテレビ)

### インターネット放送
- 僕らの放課後バラエティ『ナイッシュー!』（GyaO）
- パーティーは終わった （2011年2月-配信開始 携帯電話ドラマ BeeTV）
- 最上のプロポーズ（2013年5月-配信開始 携帯電話ドラマ BeeTV）
- Jimmy 〜アホみたいなホンマの話〜（2017年夏、Netflix） - 明石家さんま 役[61]　※撮影するも不祥事により出演中止
- 酒癖50（フィフティ）（2021年7月15日 - 8月19日、ABEMA） - 主演・酒野聖 役[10][62]

### アニメ
- サザエさん（2013年FNS27時間テレビ内、フジテレビ系）- 恵介役

### CM
- NTTドコモ九州 キャンペーン（2004年）
- エイブル（2004年）
- 日本航空（2004年）
- プロミス（2004年）
- 日本マクドナルド（2006年）
- 明治製菓 キシリッシュ（2006年）
- JCB JCBまるごとリゾート（2006年 - 2007年）
- ラクティス×牛に願いを Love&FarmコラボCM（2007年）
- UNIQLO（2007年）
- Right-on（2008年 / 2009年） ※ドラマ版『ROOKIES』 / 映画版『ROOKIES -卒業-』とのコラボCM
- ロッテアイス「Coolish」（2009年） ※[63]
- 伊藤園「W BLACK」 / 「MINERAL SPARKIES」（2009年） ※[63]
- ロッテ「ガーナチョコレート」母の日ガーナ篇（2009年5月3日 - 10日、期間限定） ※[63]
- AOKI「かき氷篇」（2009年5月22日）
- 日本コカ・コーラ「ジョージア」（2009年8月26日 - 2010年11月）
- 任天堂「トモダチコレクション」（2010年1月）
- 花王「メンズ・ビオレ」（2010年7月 - 2012年5月）
- 花王「サクセス」（2011年8月24日 - 2013年9月）
- JA共済（2011年10月 - ）
- 日本クラフトフーズ「クロレッツアイス」（2011年11月10日 - 2012年8月）
- 武田薬品工業「アリナミンゼロ7」（2012年4月 - ） ※川島海荷と共演
- キリン「のどごしオールライト」（2015年1月 - ） ※SHELLYと共演[64][65]
- 森永乳業「マウントレーニア」（2016年4月 - ） ※多部未華子と共演[66]

### ドキュメンタリー
- リアル×ワールド 石川遼を追いかけて（2010年12月19日、日本テレビ） - ナレーション
- 石川遼、20歳（2012年1月4日、日本テレビ） - ナレーション
- 輝く歌姫〜パリに咲く5つの歌声〜（2012年3月14日、NHK BSプレミアム） - ナレーション
- Dramatic Actors File #43 小出恵介（2012年3月24日、NHK）
- ノンフィクションW「トレジャーハンター・オブ・カリビアン〜海底に眠る秘宝を追え〜」（2012年4月13日、WOWOW） - ナレーション
- 100分de名著　オイディプス王（2015年、NHK） - 朗読
- 夢の鍵（2016年10月8日 - 、BS-TBS）- ナレーション（賀来賢人と週替わりで担当）

### 写真集
- おいらと蒼い（2006年9月15日）
- こいでのおもいで -Keisuke Koide Official Site 2005-2007-（2008年5月）
- 小出恵介 by 藤原江理奈 Days in India（2009年9月）

### 雑誌
- steady.「徒然小出」（2006年から連載、毎月7日発売）
- steady.「俺の同級生」（2010年11月号より連載）
- +act.「小出以外」（2009年3月5日発売号より、隔号連載）

### PV
- Full Of Harmony（YOU&I）

### CD
- シュアリー・サムデイ（2010年7月7日、巧 (小出恵介) withシュアリー・スターズとして）